# جاي دايموند
جاي دايموند (بالإنجليزية: Jay Diamond)‏ هو مقدم برامج إذاعية أمريكي، ولد في 14 مارس 1951 في الولايات المتحدة.